# Luis Muriel
Luis Fernando Muriel Fruto (ur. 16 kwietnia 1991 w Santo Tomás) – kolumbijski piłkarz grający na pozycji napastnika w amerykańskim klubie Orlando City.
W reprezentacji Kolumbii zadebiutował w meczu kwalifikacyjnym do Mistrzostw Świata 2014 z Ekwadorem.